# Bjeločeli guan
Bjeločeli guan (lat. Penelope jacucaca) je vrsta ptice iz roda Penelope, porodice Cracidae. Endem je ekoregije Caatinga u sjeveroistočnom Brazilu. Ugrožena je zbog gubitka staništa i lova.

## Vanjske poveznice
- BirdLife Species Factsheet.  Arhivirana inačica izvorne stranice od 3. siječnja 2009. (Wayback Machine)
- White-browed Guan: Fotografije i snimke  Arhivirana inačica izvorne stranice od 2. listopada 2011. (Wayback Machine) The Avifauna of the Interior of Ceará, Brazil

|  | Zajednički poslužitelj ima još gradiva o temi Penelope jacucaca |
|  | Wikivrste imaju podatke o taksonu Penelope jacucaca             |